# Jalula
Jalula est une ville du district de Khânaqîn dans la province de la Diyala en Irak.